# Rocket Girls
Rocket Girls (ロケットガール?, Roketto Gāru) è una serie di light novel giapponese scritta da Hōsuke Nojiri, pubblicata da Fujimi Shobō dal 1995 al 2007 e composta da 4 volumi. La serie è stata adattata in una serie anime televisiva di 12 episodi apparsa sugli schermi nipponici a partire dal 21 febbraio al 17 maggio 2007. L'agenzia aerospaziale giapponese ha deciso di aiutare la serie prestando l'astronauta Naoko Yamazaki per doppiare se stessa nell'episodio 7.

## Trama
La serie segue la avventure della studentessa Yukari Morita, che presta servizio come astronauta nell'agenzia di Solomon.

## Media

### Light novel
| Nº | Giapponese 「Kanji」 - Rōmaji                       | Data di prima pubblicazione           | Data di prima pubblicazione |
| Nº | Giapponese 「Kanji」 - Rōmaji                       | Giapponese                            |                             |
| 1  | 「女子高生、リフトオフ!」 - Joshikousei, rifutōfu!  | 25 marzo 1995 ISBN 4-8291-2618-3      |                             |
| 2  | 「天使は結果オーライ」 - Tenshiwa kekka all right   | dicembre 1996 ISBN 4-8291-2723-6      |                             |
| 3  | 「私と月につきあって」 - Watashito Tukini tsukiatte | agosto 1999 ISBN 4-8291-2896-8        |                             |
| 4  | 「魔法使いとランデブー」 - Mahoutsukaito Rendezvous | 25 agosto 2007 ISBN 978-4-8291-1919-8 |                             |

### Anime
L'adattamento a serie TV anime di Rocket Girls è stato prodotto dallo studio Mook Animation e diretto da Hiroshi Aoyama. I 12 episodi sono stati trasmessi dal 21 febbraio al 17 maggio 2007 su WOWOW. La sigla di apertura utilizzata è "RISE" di ICHIKO; le sigle di chiusura utilizzate sono due: la prima è "Ashite Iki no Bus ni Notte" di misae per gli episodi dal 1 all'11, mentre la seconda è "Waratte!" ("Smile!") di ICHIKO per l'ultimo episodio.

#### Lista episodi
| Nº | Titolo italiano Giapponese 「Kanji」 - Rōmaji       | In onda          | In onda |
| Nº | Titolo italiano Giapponese 「Kanji」 - Rōmaji       | Giapponese       |         |
| 1  | Destino 「ディスティニィ」 - Disutinyi              | 21 febbraio 2007 |         |
| 2  | Assemblea 「アッセンブリ」 - Assenburi              | 28 febbraio 2007 |         |
| 3  | Piattaforma di Lancio 「ランチパッド」 - Launch Pad | 7 marzo 2007     |         |
| 4  | Conto alla Rovescia 「カウントダウン」 - Count Down | 14 marzo 2007    |         |
| 5  | Accensione 「イグニッション」 - Ignition            | 21 marzo 2007    |         |
| 6  | Controllo 「コントロール」 - Control                | 28 marzo 2007    |         |
| 7  | Gravità 「グラヴィティ」 - Gravity                  | 5 aprile 2007    |         |
| 8  | Distacco 「セパレーション」 - Separation            | 12 aprile 2007   |         |
| 9  | Motore di Apogeo 「キックモーター」 - Kick Motor    | 19 aprile 2007   |         |
| 10 | Capsula Orbitale 「オービター」 - Orbiter           | 26 aprile 2007   |         |
| 11 | Avviamento 「ターンスタート」 - Turn Start          | 10 maggio 2007   |         |
| 12 | Ragazze dei Razzi 「ロケットガール」 - Rocket Girls | 17 maggio 2007   |         |